# 蓋爾山
70°46′S 166°12′E / 70.767°S 166.200°E
蓋爾山（英語：Mount Gale）是南極洲的山峰，位於維多利亞地的威廉斯角和阿代爾角之間，屬於阿納雷山脈的一部分，處於弗雷克嶺的北端，該半島現時由南極條約體系管理。